# Patera de Vovchok
Vovchok Patera
Pour les articles homonymes, voir Vovchok.

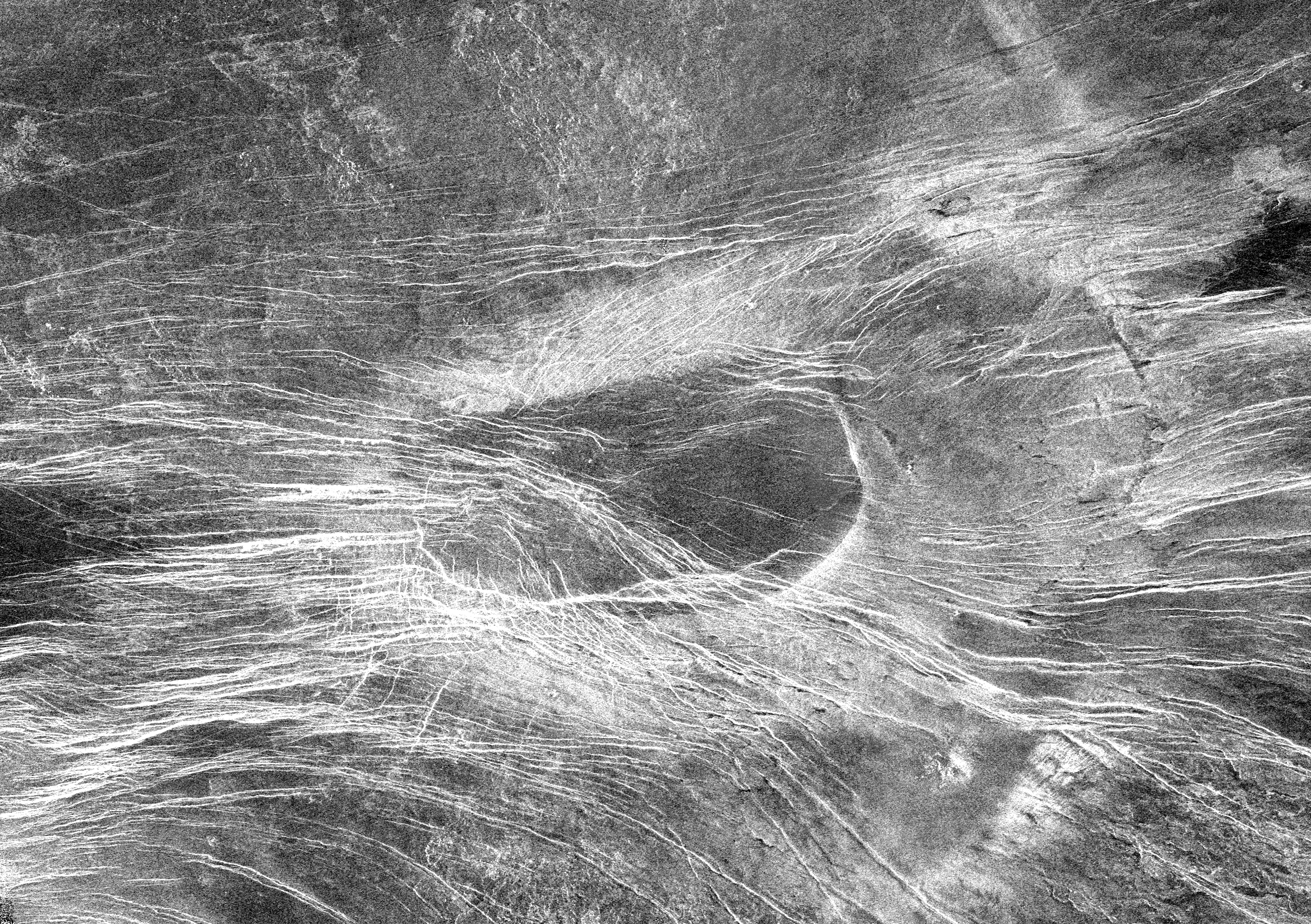
Patera de Vovchok

La patera de Vovchok (désignation internationale : Vovchok Patera) est une patera située sur Vénus dans le quadrangle de Nepthys Mons. Elle a été nommée en référence à Marko Vovtchok (Mariya Vilinskaya-Markovich), écrivaine russo-ukrainienne (1833–1907).